# Rivière-Pilote
Pour les articles homonymes, voir Rivière (homonymie) et Pilote.
Rivière-Pilote est une commune française située dans le département d’outre-mer de la Martinique. Ses habitants sont appelés les Pilotins et les Pilotines.
Fête patronale, le 8 décembre (fête de l'Immaculée Conception).

## Géographie

### Localisation
Commune du littoral méridional, elle est située à distance des principaux axes de communications, depuis la construction du pont au-dessus de la mangrove dit « trou au diable » qui permet d'atteindre les plages du Sud sans traverser le bourg. Les communes limitrophes sont Sainte-Luce, Rivière-Salée, Saint-Esprit, Le Vauclin et Le Marin.
Le bourg est dans la vallée à 2 km en amont de l'embouchure de la rivière Pilote. Fort-de-France est à 21 km et la sous-préfecture du Marin à 8 km.
Au sud, avant d'arriver dans la commune voisine du Marin, une plage paisible, son écomusée (sur l'ancienne distillerie Ducanet), sa caserne militaire discrète, le site bien aménagé (restaurant, douche, WC) de l'Anse Figuier offre une vue imprenable sur le rocher du Diamant et la Dame Couchée. Par temps dégagé, on distingue au sud Sainte-Lucie.
Vers le nord, la commune, s'étend et s'élargit, passant par de nombreux hameaux (Bas Mangot, Débat, Josseaud, Lourdes, Mare Capron, Marie Noire, Poirier, Ravine Acajou, la Renée, Saint-Vincent…).
Les points culminants de la commune sont le morne Honoré (388 m), au nord-ouest, le morne Vent (377 m) et le morne Aca (262 m) sur la presqu’île de la pointe Borgnesse.
Des « blocs erratiques », rochers volcaniques descendus des pentes, dont le rocher Zombi tout près du bourg, sont objets de curiosité.
La route touristique du Saint-Esprit présente d'autres points d'intérêts, comme la grotte aux Chauves-Souris.
| Saint-Esprit  |                  | Le Vauclin |
| Rivière-Salée | Rivière-Pilote   |            |
| Sainte-Luce   | Océan Atlantique | Le Marin   |

## Urbanisme

### Typologie
Rivière-Pilote est une commune urbaine, car elle fait partie des communes denses ou de densité intermédiaire, au sens de la grille communale de densité de l'Insee,,,. 
Elle appartient à l'unité urbaine du Robert, une agglomération intra-départementale regroupant 11 communes et 129 747 habitants en 2022, dont elle est une ville-centre,.
Par ailleurs la commune fait partie de l'aire d'attraction de Fort-de-France, dont elle est une commune de la couronne. Cette aire, qui regroupe 28 communes, est catégorisée dans les aires de 200 000 à moins de 700 000 habitants,.
La commune, bordée par l'Océan Atlantique au sud, est également une commune littorale au sens de la loi du 3 janvier 1986, dite loi littoral. Des dispositions spécifiques d’urbanisme s’y appliquent dès lors afin de préserver les espaces naturels, les sites, les paysages et l’équilibre écologique du littoral, par exemple le principe d'inconstructibilité, en dehors des espaces urbanisés, sur la bande littorale des 100 mètres, ou plus si le plan local d’urbanisme le prévoit,.

## Toponymie et hydronymie
La commune a pris le nom de l'Amérindien « Pilotte » favorable aux Français du temps du partage de l'île entre colons et indigènes au XVIIe siècle. On raconte qu'il se serait noyé dans la rivière éponyme.

## Histoire
Il faut remonter loin dans le passé de la Martinique pour trouver trace des premiers habitants des lieux, les Arawaks, qui étaient installés sur le site de l'Anse Figuier. Ils en furent délogés par les Kalinas (guerriers caraïbes). Bien plus tard, l'un des chefs caraïbes, nommé Pilotte, s'installa entre l'Anse Figuier et l'actuel quartier Poirier, près d'une petite rivière.
C'est en 1635 que les premiers colons s'établirent tout au long de la côte ouest de la Martinique, du Prêcheur à Fort-Royal. Puis, petit à petit, l'occupation du Nord s'est amorcée tout en chassant les Caraïbes vers les côtes du Sud.
Les Jésuites, qui souhaitaient convertir les Caraïbes, s'installèrent en 1665 à l'embouchure de la rivière. Six ans plus tard, en 1671, on pouvait trouver tout près, une église et une plantation qui formèrent la paroisse de Sainte-Luce. Celle-ci constitua une partie du territoire de Rivière-Pilote tandis que l'autre était le village du Marin. Les hommes voulant conquérir l'intérieur des terres, quelques-uns d'entre eux remontèrent la rivière et s'installèrent à l'emplacement actuel du bourg de Rivière-Pilote. Le village compte alors une douzaine d'habitants avec leurs familles et leurs esclaves.
En 1693, les Anglais débarquent au sud de la Martinique et dévastent Sainte-Anne, Le Marin et Sainte-Luce.
En 1705, la paroisse de Rivière-Pilote voit le jour en se détachant de Sainte-Luce, elle compte alors une soixantaine d'habitations.
La commune de Rivière-Pilote, créée en 1837, a toujours eu une tradition d'indépendance et de refuge pour les rebelles et les nègres marrons. En septembre 1870, l'insurrection du sud est partie de Rivière-Pilote.

## Politique et administration

### Rattachements administratifs et électoraux
Rivière-Pilote appartient à l'arrondissement du Marin et vote pour les représentants de l'Assemblée de Martinique. Avant 2015, elle élisait son représentant au conseil général dans le canton de Rivière-Pilote, dont elle était le chef-lieu et unique commune.
Pour l’élection des députés, la commune fait partie de la quatrième circonscription de la Martinique.

### Intercommunalité
La commune appartient à la communauté d'agglomération de l'espace sud de la Martinique.

### Liste des maires
| Période                                  | Période   | Identité            | Étiquette                        | Qualité |
| ---------------------------------------- | --------- | ------------------- | -------------------------------- | --- |
| 1953                                     | mars 1971 | Jules Sauphanor     | DVD puis UDR                     | Médecin Conseiller général du canton de Rivière-Pilote (1955 → 1973) |
| mars 1971                                | 2000      | Alfred Marie-Jeanne | MIM                              | Professeur de mathématiques Député de la 4e circonscription de la Martinique (1997 → 2012) Conseiller général du canton de Rivière-Pilote (1973 → 1997) Conseiller régional de la Martinique (1990 → 2010) Président du conseil régional de la Martinique (1998 → 2010) |
| 2000                                     | mars 2014 | Lucien Veilleur     | MIM                              | Retraité de l'enseignement Conseiller général du canton de Rivière-Pilote (1997 → 2001) Conseiller régional de la Martinique (1990 → 2010) |
| mars 2014                                | en cours  | Raymond Théodose    | Dynamique Pilotine (DVG, ex-MIM) | Employé 9e vice-président de l'Espace Sud Martinique (2014 → ) |
| Les données manquantes sont à compléter. |           |                     |                                  | |

## Population et société

### Démographie
L'évolution du nombre d'habitants est connue à travers les recensements de la population effectués dans la commune depuis 1961, premier recensement postérieur à la départementalisation de 1946. À partir de 2006, les populations de référence des communes sont publiées annuellement par l'Insee. Le recensement repose désormais sur une collecte d'information annuelle, concernant successivement tous les territoires communaux au cours d'une période de cinq ans. Pour les communes de plus de 10 000 habitants les recensements ont lieu chaque année à la suite d'une enquête par sondage auprès d'un échantillon d'adresses représentant 8 % de leurs logements, contrairement aux autres communes qui ont un recensement réel tous les cinq ans,.

En 2022, la commune comptait 11 797 habitants, en évolution de −2,87 % par rapport à 2016 (Martinique : −4,11 %, France hors Mayotte : +2,11 %).
| 1961   | 1967   | 1974   | 1982   | 1990   | 1999   | 2006   | 2011   | 2016   |
| ------ | ------ | ------ | ------ | ------ | ------ | ------ | ------ | ------ |
| 11 334 | 12 027 | 11 064 | 11 249 | 12 617 | 13 057 | 13 629 | 12 871 | 12 145 |

| 2021   | 2022   | - | - | - | - | - | - | - |
| ------ | ------ | - | - | - | - | - | - | - |
| 11 712 | 11 797 | - | - | - | - | - | - | - |

### Enseignement
Les 8 établissements scolaires de la ville de Rivière-Pilote :
- Le Collège Jacques Roumain

- Ecole primaire la Renée

- Ecole primaire de Préfontaine

- Ecole élémentaire Jules Lucrèce

- Ecole élémentaire Elie Scholastique

- Ecole élémentaire Rivière-Pilote B

- Ecole maternelle de Jossaud

- Ecole maternelle Manikou

### Sports et loisirs

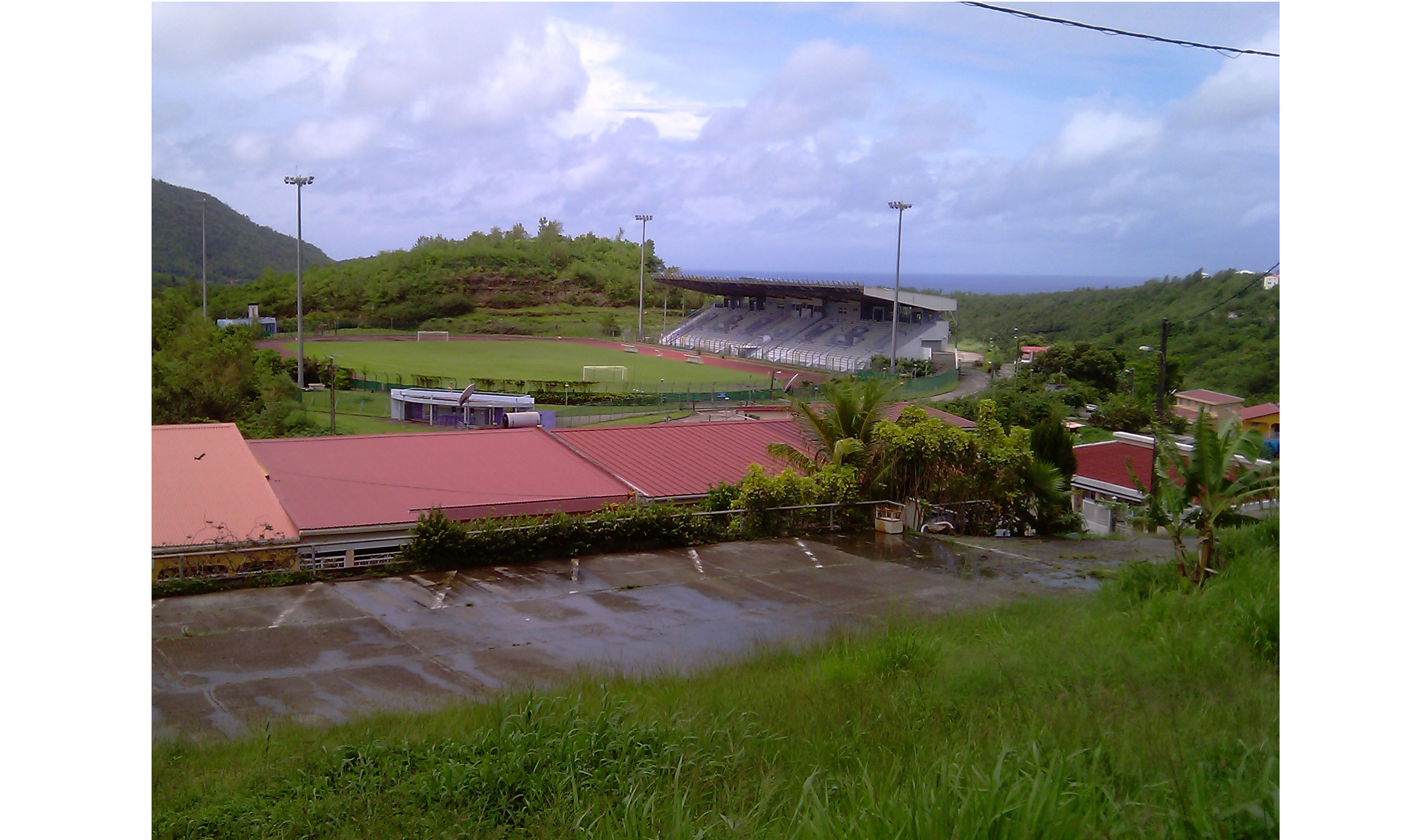
Le stade Alfred-Marie-Jeanne.

#### Équipements sportifs
- Le stade Alfred-Marie-Jeanne (1500 places) complexe sportif.
- Le stade du Bourg.

#### Clubs sportifs
- Le Racing Club de Rivière-Pilote, football, athlétisme (Le RC Rivière-Pilote, le club phare de la commune a remporté 5 fois le Championnat de la Martinique de football en 1982, 1983, 2008, 2010, 2012 et la Coupe de la Martinique de football en 1978, 2011, 2013). Les joueurs de football connus du Racing Club de Rivière-Pilote depuis sa création à nos jours sont : René Florent, ancien joueur du SCO Angers, Kévin Parsemain, ancien joueur pro de Seattle Sounders FC, Grégory Pastel, ancien joueur de l'AS Nancy-Lorraine et du FC Mulhouse, Louis-Félix Flavien, José Goron, Gérald Dondon, Nicolas Zaïre. Ces joueurs ont été sélectionnés à leur époque en Équipe de Martinique de football.

La section féminine de football du Racing-Club de Rivière-Pilote est la plus titrée de Martinique avec 14 titres de champion.
- le Gri Gri Pilotin FC, football (ancien club de Mickaël Biron, actuel joueur professionnel de football de RWD Molenbeek en Belgique et ancien joueur de l'AS Nancy-Lorraine[17] )
- la Pédale Pilotine, cyclisme. La Pédale Pilotine (Ce club a remporté le Tour de la Martinique en 2017, 2019 et en 2022)
- le Rebond Pilotin, Basket ball
- le Handball Club Pilotin, Handball
- Les Pointes Pilotines, Athlétisme

### Culture et Tradition
- Ballet folklorique KaKo Dou

## Économie
La situation géographique de Rivière-Pilote en fait une commune tournée essentiellement vers l'économie agricole (cultures légumières).
Celles de la banane et de la canne à sucre sont moins présentes, même si la distillerie La Mauny, l'un des fleurons du rhum martiniquais, y est implantée depuis 1749.
En dépit d'une étroite façade maritime, Rivière-Pilote voit chaque année augmenter le nombre de ses marins-pêcheurs. La municipalité pilotine a agrandi la capacité d'accueil des embarcations du port.
Rivière-Pilote est une commune ambitieuse, elle envisage la création d'un des plus grands circuits écotouristiques des Antilles, qui permettra la découverte des principaux sites naturels et des hauts lieux patrimoniaux de la commune.

## Culture locale et patrimoine

### Lieux et monuments
- Distillerie La Mauny (rhum La Mauny): "Le Rhum" des martiniquais[18]
- Écomusée de Martinique : les collections évoquent l'histoire de l'île depuis la préhistoire amérindienne au début de l'ère coloniale, de la période esclavagiste à l'économie de la plantation. Ancienne distillerie mise en valeur. Thèmes des collections : préhistoire ; sciences et Techniques ; agro-alimentaire.
- Église de l'Immaculée-Conception de Rivière-Pilote : la plus vieille de l'île. L'église est dédiée à l'Immaculée Conception.
- Église du Saint-Cœur-de-Marie de Josseaud. L'église est dédiée au Cœur Immaculée de Marie.
- Église Saint-Louis-Marie-Grignion-de-Monfort de Régale. L'église est dédiée à saint Louis-Marie Grignion de Monfort.
- Anse Figuier (plage et site amérindien).
- Le rocher Zombi (roc volcanique, mégalithique à l'entrée du bourg).
- Las Palmas (jardin privé composé essentiellement d'une collection de palmiers).

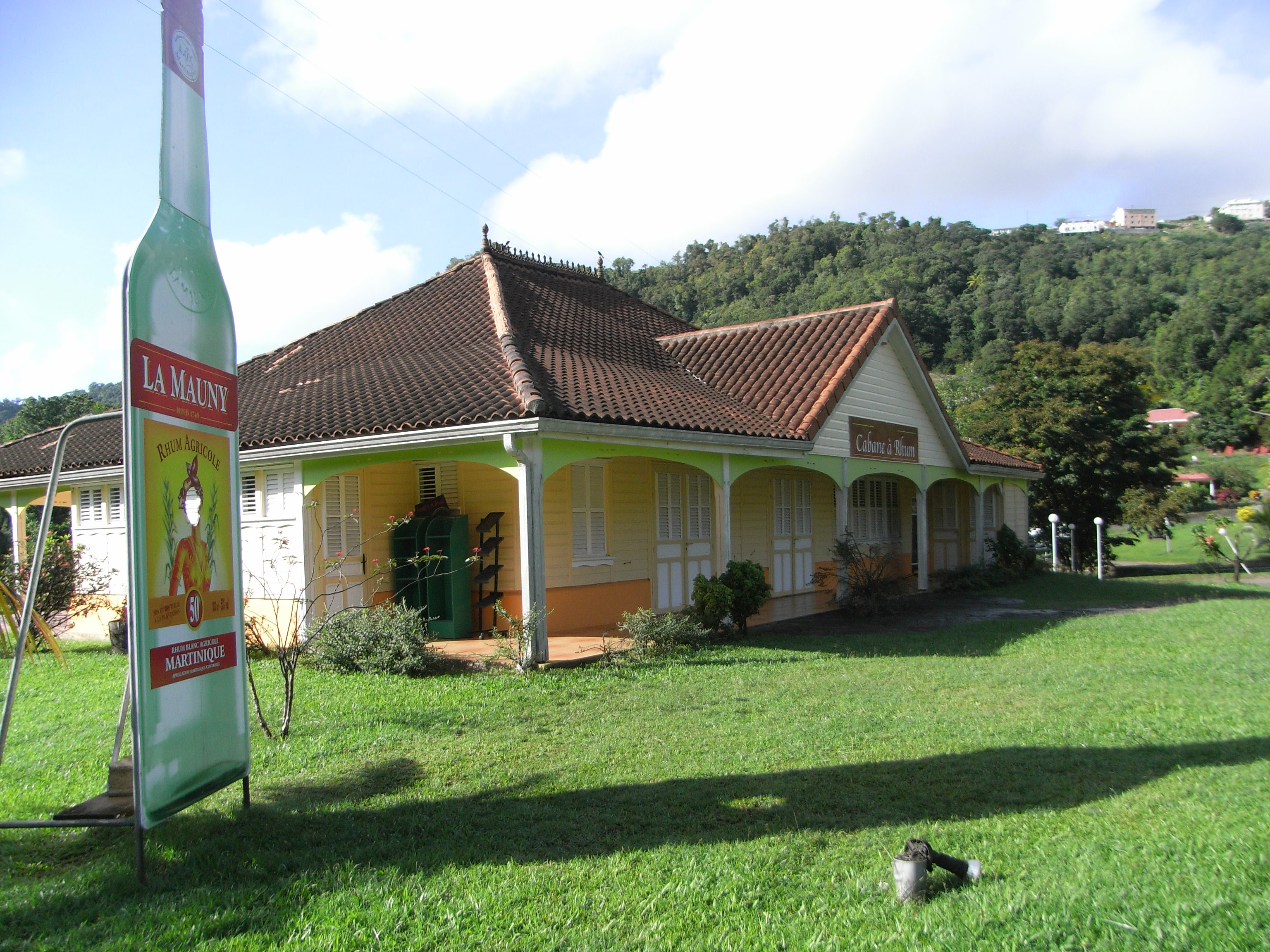
Rhumerie La Mauny.
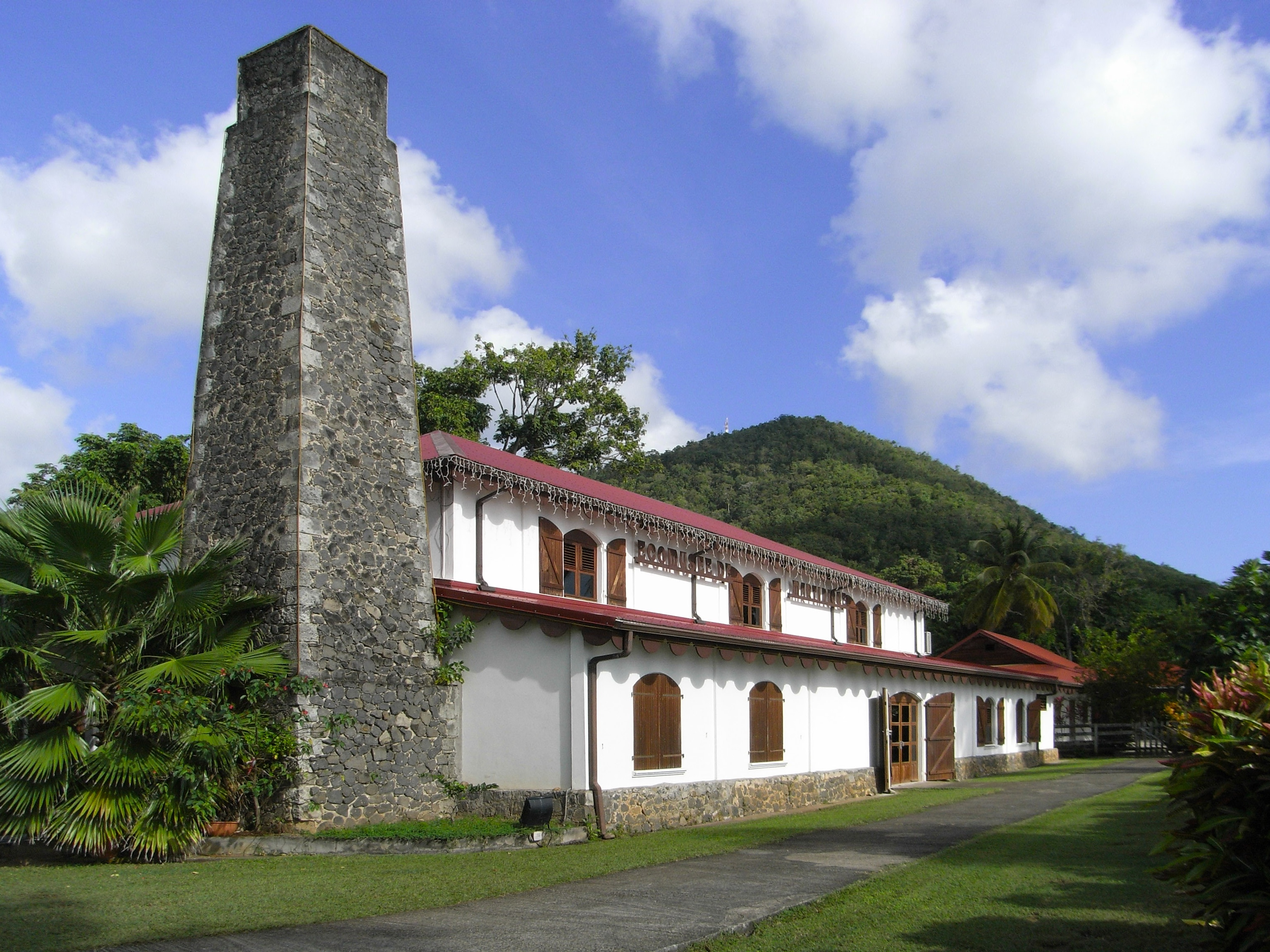
Écomusée de Martinique à Rivière-Pilote.
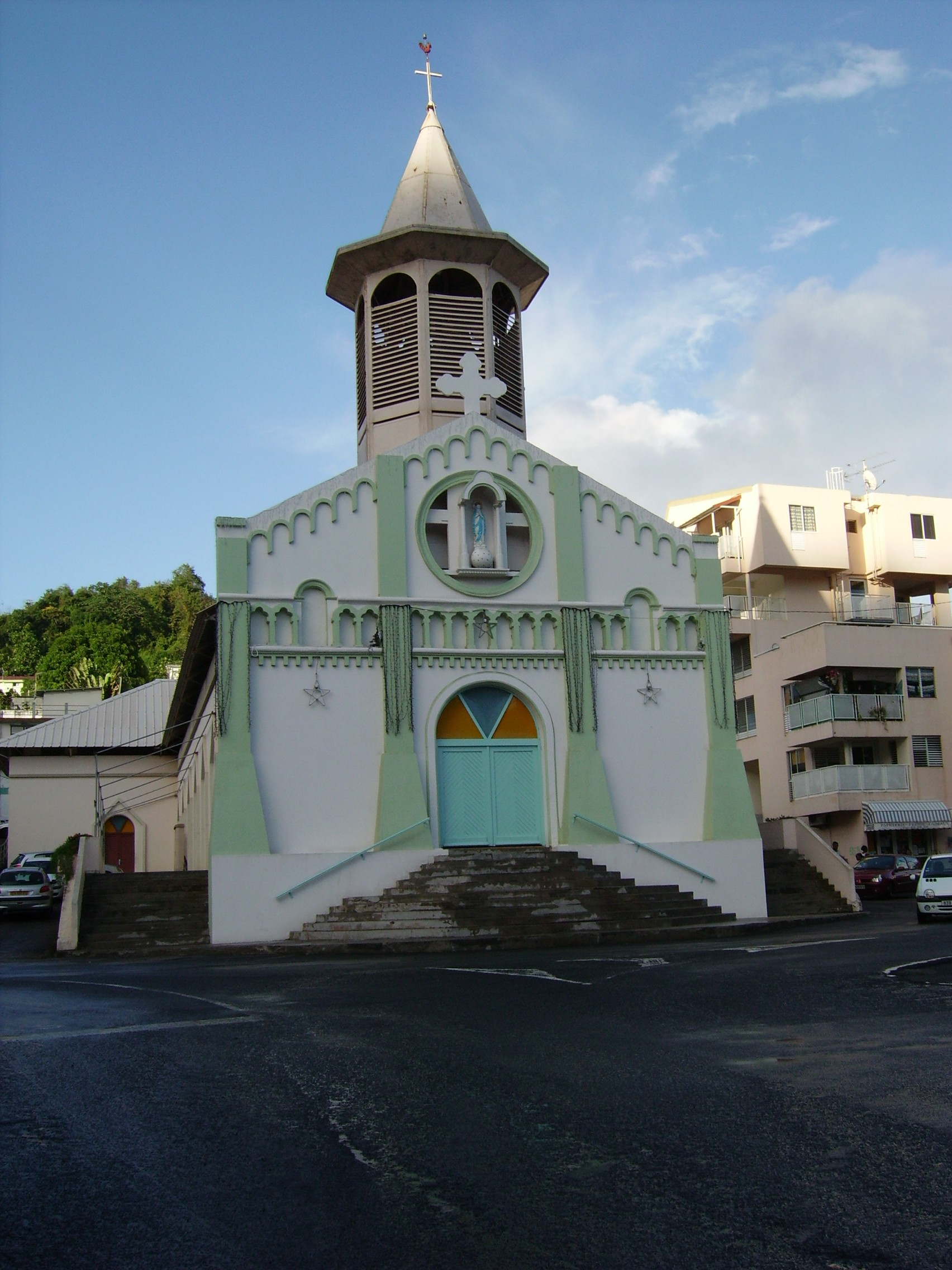
Église de l'Immaculée-Conception.
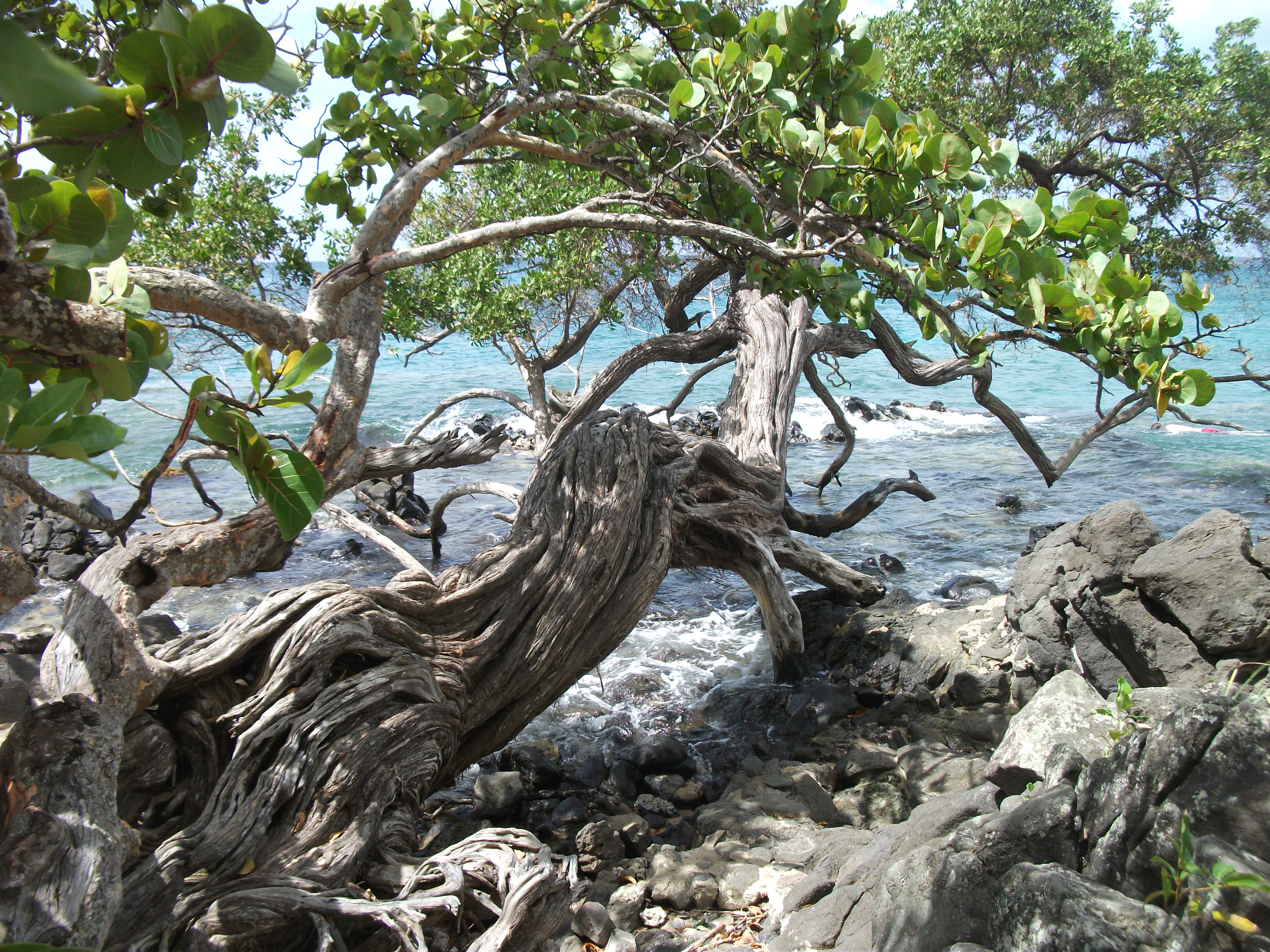
Raisinier bord de mer à Anse Figuier
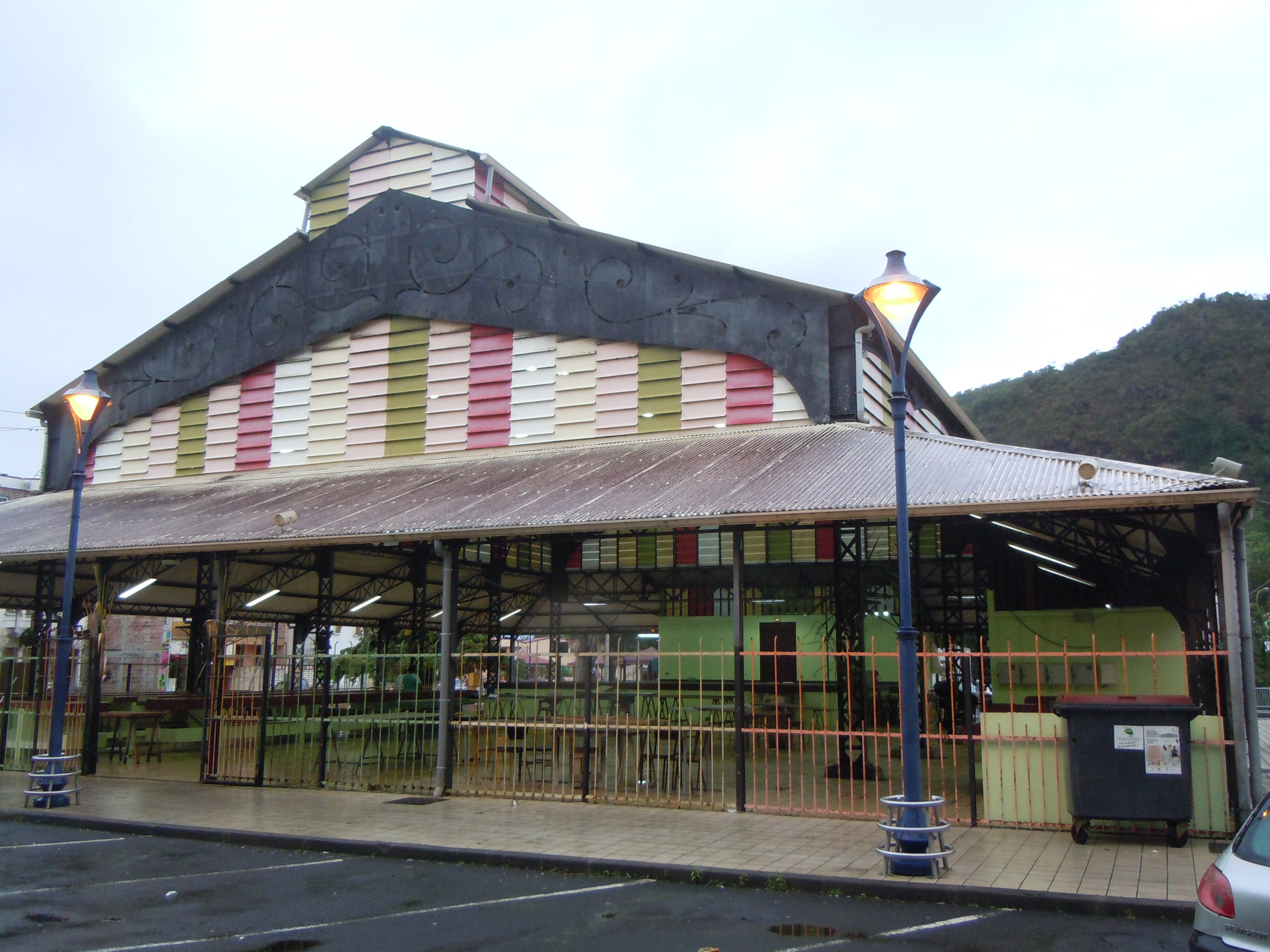
Marché de Rivière-Pilote

### Personnalités liées à la commune
- Alfred Marie-Jeanne, enseignant, président du Conseil exécutif de Martinique de 2015 à 2021, maire de Rivière-Pilote de 1971 à 2000, député de la Martinique de 1997 à 2017 et président du conseil régional de la Martinique de 1998 à 2010. Il est en 1978, le fondateur du Mouvement indépendantiste martiniquais. Pour lui rendre hommage, le stade de football de la commune a été dénommé stade Alfred-Marie-Jeanne.
- Jean Maran, né à Rivière-Pilote, enseignant, il a été maire de Sainte-Luce de 1965 à 1990, conseiller général de 1964 à 1994, conseiller régional de 1983 à 1985 et député de la Martinique de 1986 à 1988. Il fut aussi président du SIVOM SUD et président de l'association des maires de Martinique de 1977 à 1990.
- Lumina Sophie, héroïne de l'insurrection du sud en 1870.
- Léona Gabriel, chanteuse et grande figure de la Biguine[19]
- Jeff Reine-Adélaïde, né à Champigny-sur-Marne, mais dont la famille est originaire de Rivière-Pilote. Footballeur professionnel évoluant actuellement au RWD Molenbeek en Belgique et ancien joueur de l'Olympique lyonnais, de l'OGC Nice et de l'Équipe de France espoirs de football[20].